# Summit (Mississippi)
Summit è una città (town) degli Stati Uniti d'America, situata nella contea di Pike, nello Stato del Mississippi.